# Riedisheim
Riedisheim (elsässisch Riedese) ist eine französische Stadt mit 12.154 Einwohnern (Stand 1. Januar 2022) im Département Haut-Rhin in der Region Grand Est (bis 2015 Elsass). Sie gehört zum Arrondissement Mulhouse und zum Kanton Rixheim.

## Geographie
Das Gemeindegebiet Riedisheims schließt unmittelbar südöstlich an die Innenstadt von Mülhausen an. Im Norden der Gemeinde verläuft der Canal du Rhône au Rhin (deutsch Rhein-Rhône-Kanal). Riedisheim liegt etwa 30 Kilometer von Basel (Schweiz) entfernt und nach Müllheim (Deutschland) beträgt die Entfernung etwa 20 Kilometer.
Nachbargemeinden von Riedisheim sind Illzach im Norden, Rixheim im Osten, Bruebach im Süden, Brunstatt-Didenheim im Südwesten sowie Mülhausen im Westen und Nordwesten.

## Geschichte
Das erste Mal wurde Riedisheim im Jahr 1004 unter dem Namen Rudinisheim erwähnt. Jüngere  Formen des Ortsnamens sind Rûdeshein (1278–1493), Redishein (1441), Rûdishein (1489), Rûdessheim (1498), Riedesser Bann (1534) und Rüediszheim (1557)
Seit 1832 trägt der Ort seinen heutigen Namen.
In Riedisheim, das damals ein zur Herrschaft Altkirch gehöriges Lehen war, fand 1361 ein Inhaberwechsel von der Familie Berkheim zur Familie vom Huse statt. Im 15. Jahrhundert kam der Ort auf Veranlassung von Kaiser Maximilian I. an die Herren von Thierstein. Das Wappentier des Stadtwappens, eine Hirschkuh, wurde vom  Wappen dieser Familie übernommen.
Im Jahr 1495 fiel auch der Nachbarort Brunstatt an die Thierstein. In deren Rechte trat 1523 Gabriel von Salamanca, ein spanischer Adliger, der zu diesem Zeitpunkt der Stammherr der ursprünglich aus Kärnten stammenden Grafen von Ortenburg war. Riedisheim und Brunstatt waren 1581 von den Ortenburg für eine Summe von 600 Florin an die Stadt Mülhausen verpfändet worden. Da die Zinsen pünktlich bezahlt wurden, streckte die Stadt dem jungen Grafen Bernhard zusätzlich 2000 Sonnenkronen und dann noch einmal 8400 Florin vor. Als die Grafen in den Wirren des Dreißigjährigen Kriegs zahlungsunfähig wurden und die Zinszahlungen ausblieben, beantragte die Stadt 1632 beim schwedischen Reichskanzler Oxenstirn, ihr die verpfändeten Dörfer und zur Tilgung der Gesamtschuld zusätzlich noch das Dorf Pfaffstatt zu übereignen.  Da noch andere Gläubiger ihre Rechte geltend machten, kam es zu einem Gerichtsprozess, an dessen Ende Brunstatt 1647 den Herren von Vignancourt zugesprochen wurde, denen König Ludwig XIV. zuvor bereits die Herrschaft Mörsburg gegeben hatte. Die Stadt Mülhausen hielt ihren Anspruch offen, doch 1652 traten ein Herr Seneka Schreiber und die Augsburger Fugger-Erben als weitere Gläubiger mit einer Forderung von 50.000 Gulden auf, die ihnen die königliche Regierung zu Breisach auch gewährte. Dorf und Schloss Brunstatt, einschließlich Riedisheim, wurden im Jahr 1655 dem Solothurner Ratsherrn Martin Besenwald oder Bösenwald für 48.000 Gulden überlassen. Die Familie Besenwald befand sich noch 1780 im Besitz von Riedisheim.
Von 1871 bis zum Ende des Ersten Weltkrieges gehörte Riedisheim als Teil des Reichslandes Elsaß-Lothringen zum Deutschen Reich und war dem Kreis Mülhausen im Bezirk Oberelsaß zugeordnet.

### Demographie
| Jahr | Einwohner | Anmerkungen                                                                                           |
| ---- | --------- | --- |
| 1793 | 1012      | [ 7 ]                                                                                                 |
| 1806 | 922       | [ 7 ]                                                                                                 |
| 1821 | 1005      | Dorf                                                                                                  |
| 1846 | 1420      | [ 7 ]                                                                                                 |
| 1866 | 2062      | [ 9 ] [ 7 ]                                                                                           |
| 1871 | 1950      | am 1. Dezember                                                                                        |
| 1885 | 2649      | [ 11 ]                                                                                                |
| 1890 | 2765      | in 394 Häusern mit 596 Haushaltungen, davon 2549 Katholiken und 216 Protestanten (eine Militärperson) |
| 1905 | 4586      | nach anderen Angaben 4584 Einwohner                                                                   |
| 1910 | 5678      | am 1. Dezember, auf einer Fläche von 666 ha                                                           |
| 1921 | 5777      | [ 7 ]                                                                                                 |

| Jahr      | 1962 | 1968 | 1975   | 1982   | 1990   | 1999   | 2007   | 2019   |
| Einwohner | 8483 | 9811 | 12.403 | 12.175 | 11.868 | 12.101 | 12.092 | 12.520 |

## Sehenswürdigkeiten
- Kirche Notre-Dame auf dem Gelände des ehemaligen Redemptoristen-Klosters (Rue de la Wanne)
- Kirche Sainte-Afre in der Rue du Maréchal Foch
- Die reformierte Protestantische Kirche (EPRAL) in der Rue de la Marne
- Kirche Saint-Jean-Baptiste aus dem Jahr 1982 in der Rue de Habsheim
- Restauriertes Lavoir gegenüber der Kirche Sainte-Afre
- Villa Bienstock

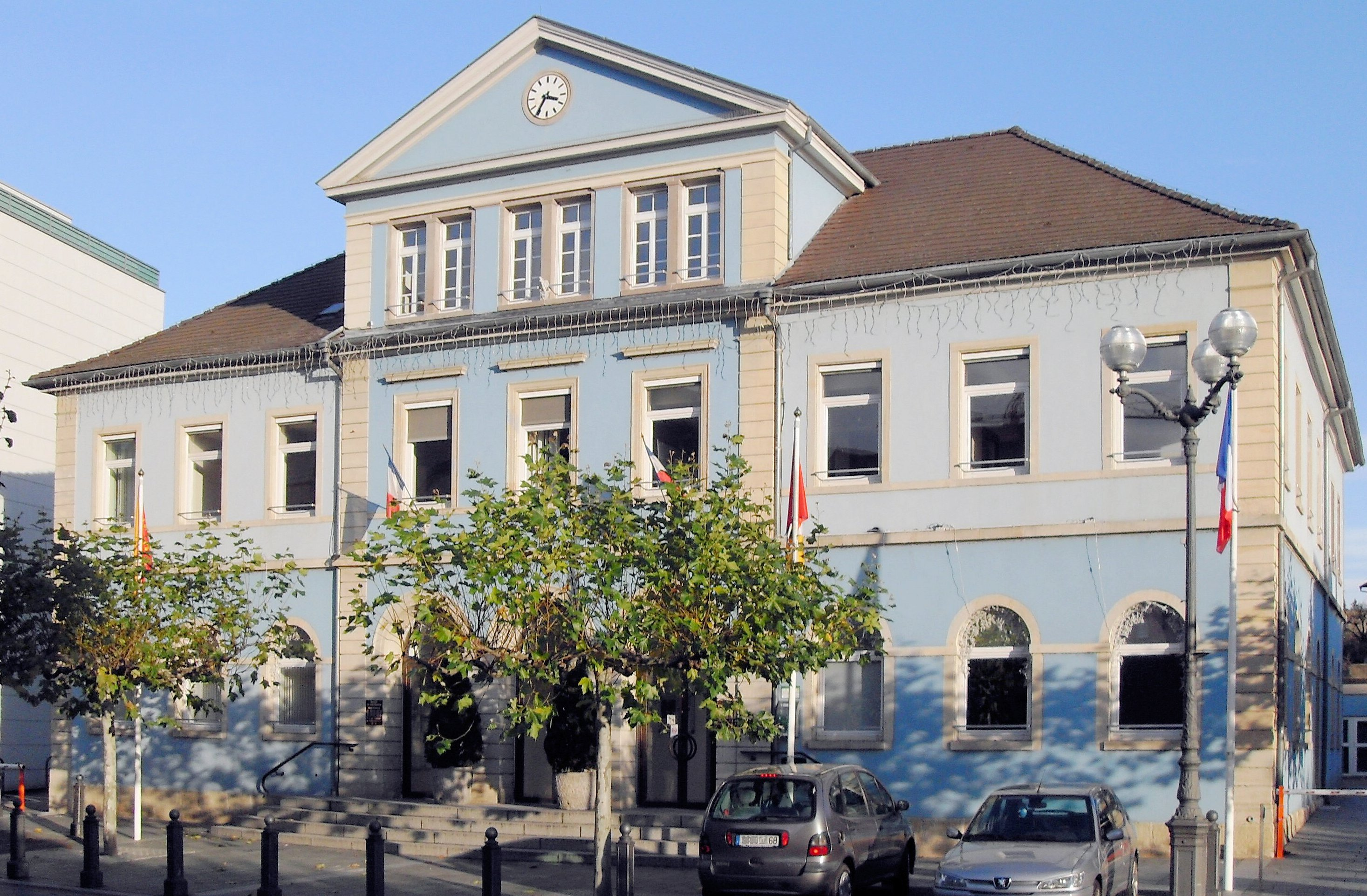
Rathaus (Hôtel de ville)
Kirche Notre-Dame
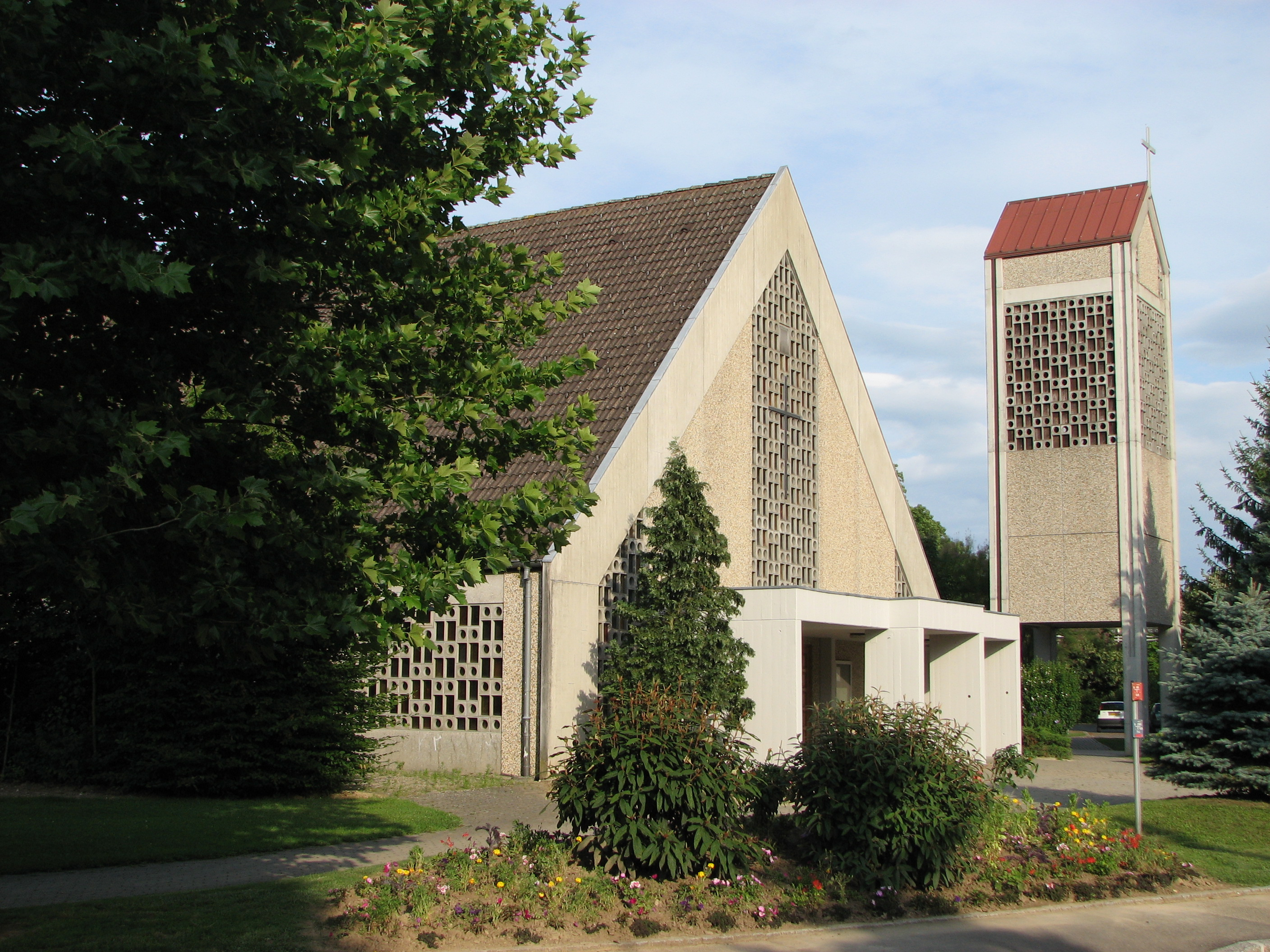
Kirche Saint-Jean-Baptiste
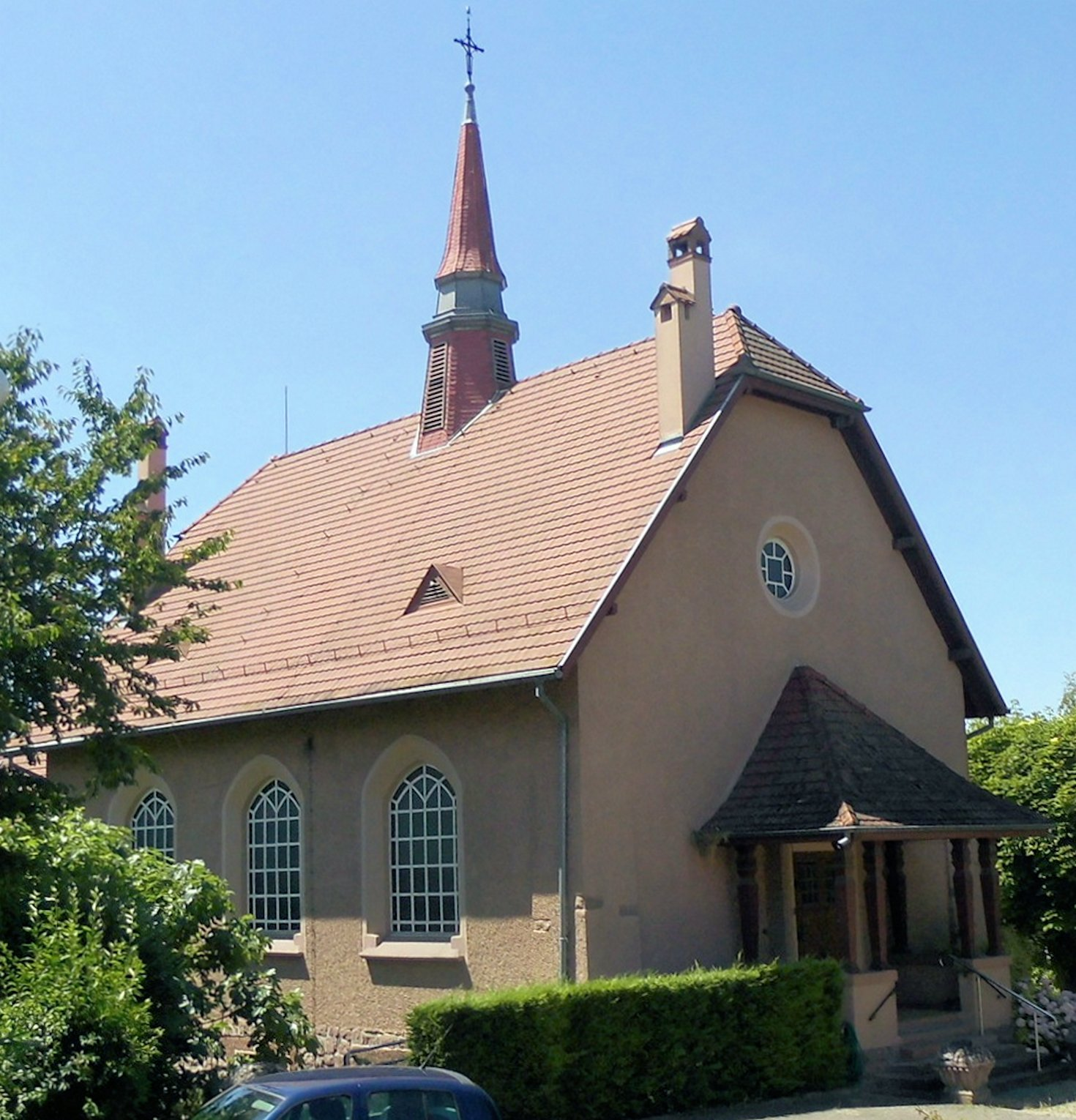
Protestantische Kirche
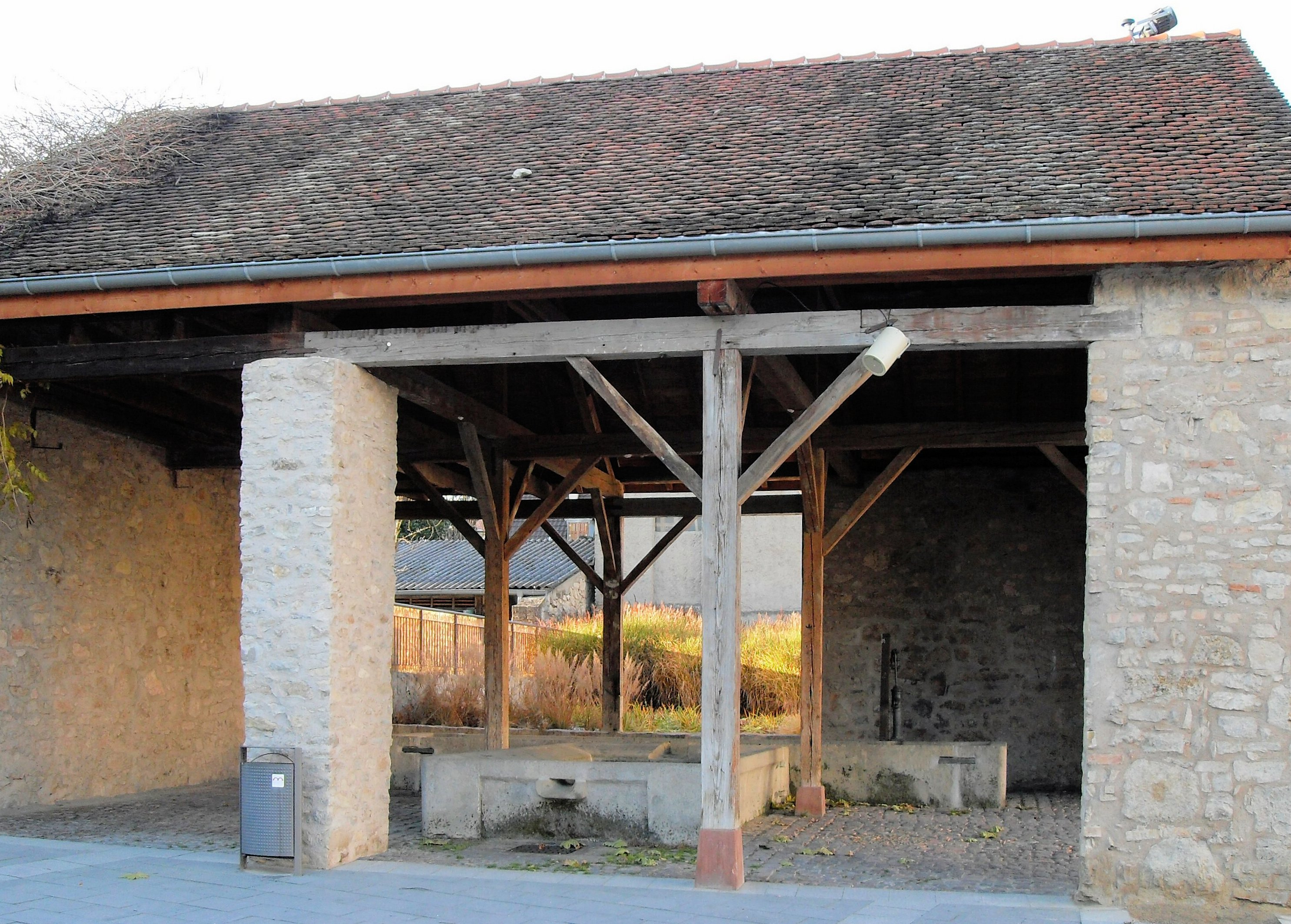
Lavoir

## Städtepartnerschaft
Seit 1987 besteht eine Städtepartnerschaft zwischen Riedisheim und der deutschen Stadt Munderkingen.